# Jenófilo

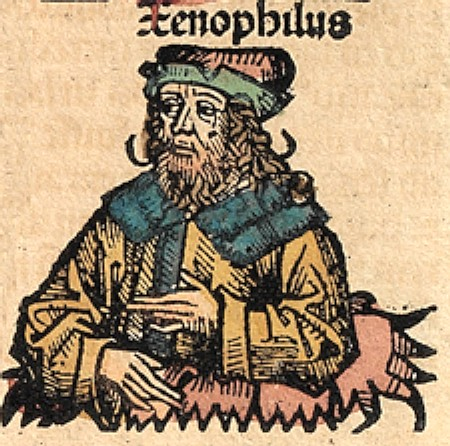
El filósofo griego Jenofilo, representado en la Crónica de Nuremberg.

Jenófilo fue un músico, matemático y filósofo de la Antigua Grecia, que vivió en el siglo IV a. C., y que perteneció a los pitagóricos. 
Jenófilo era originario de la región de Calcídica. Su vida transcurrió durante el reinado de Dionisio II el Joven, y según narran las fuentes, fue un innovador. Fue profesor del filósofo y músico Aristóxeno de Taranto. 